# Gaumont
Gaumont è una storica casa di produzione cinematografica francese fondata nel 1895 dall'ingegnere-inventore Léon Gaumont.

## Storia
Fondata in origine per occuparsi di apparecchiature fotografiche, la società iniziò a produrre cortometraggi nel 1897 per promuovere un proiettore di propria produzione. La segretaria di Gaumont, Alice Guy Blaché, diventò così la prima regista donna dell'industria cinematografica. Dal 1905 al 1914 gli studi "Cité Elgé" (nome che derivava dalla normale pronuncia francese delle iniziali del fondatore, L-G) a La Villette furono i più grandi del mondo. La società produceva in proprio anche le attrezzature e realizzò una grande quantità di film fino al 1907. La direzione artistica della compagnia passò quindi nelle mani di Louis Feuillade. Allo scoppio della prima guerra mondiale venne sostituito da Léonce Perret, che proseguì la propria carriera negli Stati Uniti pochi anni più tardi.
Tra i primi film di rilievo prodotti si ricordano i serial Judex e Fantômas, le serie comiche con Ernest Bourbon, Bébé con René Dary, e i cinegiornali. In diversi momenti lavorarono per la casa registi come Abel Gance, Alfred Hitchcock e il pioniere dell'animazione Émile Cohl.
La Gaumont aprì delle sedi all'estero acquisendo la catena di sale Gaumont British che in seguito produsse diversi film di Hitchcock come Il club dei trentanove (1935) e La signora scompare (1938). Insieme ai grandi concorrenti della Pathé, la Gaumont dominò l'industria cinematografica europea fino allo scoppio della prima guerra mondiale. Nel dopoguerra, oltre ad aver perso numerose posizioni a causa della fortissima concorrenza delle produzioni statunitensi, la casa subì altri duri colpi dai cambiamenti tecnologici in atto (soprattutto l'avvento del sonoro) e dal periodo di depressione economica, finendo per fondersi con la Franco-Film Aubert all'inizio degli anni trenta.
La Gaumont ha mantenuto lo status di casa di produzione indipendente ed è tra i maggiori produttori e distributori francesi, realizzando pellicole di grande successo come Léon e Il quinto elemento.
Produce anche programmi televisivi tra cui varie serie di cartoni animati.
Dal 2004 al 2007 la società ha avuto un accordo con la Sony per produrre e distribuire insieme film sia per le sale che per il mercato home video. Insieme alla Pathe gestisce sale cinematografiche di sua proprietà su tutto il territorio francese.
Nel 2008 ha acquisito lo studio di animazione francese Alphanim ribattezzandolo Gaumont-Alphanim.
La Gaumont distribuisce in Francia i propri film per l'home video grazie ad un accordo con la Paramount Pictures.
Gestisce anche dei cinema multisala, dal nome omonimo, presso il parco divertimenti Disneyland Paris e presso il complesso Aquaboulevard, nel XV arrondissement di Parigi.

## Gaumont International Television
Nel 2011, Gaumont ha creato la sua divisione statunitense, la Gaumont International Television, che ha prodotto nel corso degli ultimi anni, diverse serie televisive di successo:
- Highlander: The Series (1992-1998) (Gaumont Television)
- Hemlock Grove (Netflix)
- Narcos (Netflix)
- Hannibal (NBC)
- F Is for Family (Netflix).

## Simbolo
Léon Gaumont scelse la margherita come simbolo della compagnia come omaggio a sua madre il cui nome era, appunto, Marguerite. La margherita, pur dopo essere passata attraverso numerose rivisitazioni grafiche, è ancora oggi il simbolo della società.